# Giurgița
Giurgița là một xã thuộc hạt Dolj, România. Dân số thời điểm năm 2002 là 3233 người.